# Liste des édifices labellisés « Architecture contemporaine remarquable » de Meurthe-et-Moselle
Cet article recense les édifices labellisés « Architecture contemporaine remarquable » de Meurthe-et-Moselle, en France.
Le label « Architecture contemporaine remarquable » remplace depuis 2016 l'ancien label « Patrimoine du XXe siècle ». En sont exclus les édifices de plus de 100 ans, et ceux déjà protégés comme monuments historiques.
En 2024, la Meurthe-et-Moselle compte 34 édifices ainsi labellisés.

## Liste
| Monument | Commune                   | Adresse | Coordonnées                      | Notice     | Date | Illustration |
| --- | ------------------------- | --- | -------------------------------- | ---------- | ---- | --- |
| Villa Bichaton                                                                                                   | Art-sur-Meurthe           | 22 avenue de la Chartreuse                                                                                                  | 48° 39′ 37″ nord, 6° 15′ 29″ est | ACR0000548 | 2013 | Image manquante Téléverser |
| Église Saint-Laurent                                                                                             | Azerailles                | Place du Général-Helle | 48° 29′ 16″ nord, 6° 41′ 46″ est | ACR0000549 | 2013 | Image manquante Téléverser |
| Collège Van Gogh                                                                                                 | Blénod-lès-Pont-à-Mousson | 5-7 rue de Saint-Martin | 48° 31′ 32″ nord, 6° 01′ 29″ est |            | 2023 | Image manquante Téléverser |
| Villa Picard | Dommartemont              | 1 chemin d'Amance | 48° 42′ 44″ nord, 6° 12′ 30″ est | ACR0000550 | 2013 | Image manquante Téléverser |
| Village | Flirey                    | | 48° 52′ 31″ nord, 5° 50′ 51″ est | ACR0000551 | 2015 | Image manquante Téléverser |
| Musée de l’histoire du Fer et centre de recherches de l’histoire de la sidérurgie (ou Féru des Sciences)         | Jarville-la-Malgrange     | 1 avenue du Général-de-Gaulle                                                                                               | 48° 40′ 01″ nord, 6° 12′ 32″ est | ACR0000552 | 2015 | Musée de l’histoire du Fer et centre de recherches de l’histoire de la sidérurgie(ou Féru des Sciences) |
| Église Saint-Paul                                                                                                | Laxou                     | Avenue de l'Europe | 48° 40′ 46″ nord, 6° 08′ 54″ est | ACR0000554 | 2013 | Église Saint-Paul |
| Anciens grands bureaux de la société métallurgique de Senelle-Maubeuge                                           | Longwy                    | 6 avenue Hippolyte-d'Huart                                                                                                  | 49° 30′ 58″ nord, 5° 46′ 41″ est | ACR0000556 | 2015 | Anciens grands bureaux de la société métallurgique de Senelle-Maubeuge |
| Complexe sportif Léon-Bassompierre                                                                               | Longwy                    | Rue Albert-Legendre | 49° 31′ 04″ nord, 5° 46′ 03″ est | ACR0001798 | 2023 | Image manquante Téléverser |
| Ancienne usine de fûts et bidons métalliques de l'Est                                                            | Lunéville                 | 18 rue Louis-Ferry 25 rue Jeanne-d'Arc                                                                                      | 48° 35′ 22″ nord, 6° 30′ 34″ est | ACR0001744 | 2015 | Image manquante Téléverser |
| Stade Édouard-Fénal et vélodrome                                                                                 | Lunéville                 | Avenue du Docteur-Paul-Kahn                                                                                                 | 48° 35′ 56″ nord, 6° 30′ 27″ est | ACR0001792 | 2023 | Image manquante Téléverser |
| Villa Ledermann                                                                                                  | Lunéville                 | 42 rue Sébastien-Keller | 48° 35′ 37″ nord, 6° 29′ 13″ est | ACR0000558 | 2015 | Image manquante Téléverser |
| Ensemble résidentiel Les Balcons de Velchée                                                                      | Malzéville                | Les Balcons de Velchée Rue Jean-René-Schwartz                                                                               | 48° 43′ 03″ nord, 6° 11′ 12″ est | ACR0000559 | 2015 | Image manquante Téléverser |
| Chapelle de la Vierge-aux-Pauvres                                                                                | Marbache                  | Rue Clémenceau | 48° 47′ 54″ nord, 6° 06′ 18″ est | ACR0000560 | 2013 | Chapelle de la Vierge-aux-Pauvres |
| Chapelle Notre-Dame-de-Lourdes                                                                                   | Mercy-le-Bas              | Rue des Marronniers | 49° 23′ 41″ nord, 5° 45′ 25″ est | ACR0000561 | 2013 | Chapelle Notre-Dame-de-Lourdes |
| Chapelle des Lumières                                                                                            | Mousson                   | Chemin du château | 48° 54′ 19″ nord, 6° 04′ 38″ est | ACR0000562 | 2015 | Chapelle des Lumières |
| Anciens grands moulins et silos Vilgrain                                                                         | Nancy                     | 36 rue du Colonel-Paul-Daum 2 rue de Château-Salins 6 et 30 rue Sébastien-Leclerc                                           | 48° 42′ 03″ nord, 6° 11′ 33″ est | ACR0000565 | 2015 | Anciens grands moulins et silos Vilgrain« D'après l'article L.650-1 du code du Patrimoine, l'édifice disparait de plein droit si l'édifice est classé ou inscrit au titre des monuments historique, seul le silo Vilgrain est labellisé ACR » |
| Centre de transfusion sanguine et de réanimation                                                                 | Nancy                     | 9 rue Lionnois | 48° 41′ 01″ nord, 6° 11′ 30″ est | ACR0000570 | 2013 | Image manquante Téléverser |
| Centre paroissial du Haut-du-Lièvre, église de la Vierge-des-Pauvres                                             | Nancy                     | Rue Dominique-Louis | 48° 42′ 09″ nord, 6° 09′ 14″ est | ACR0000571 | 2004 | Centre paroissial du Haut-du-Lièvre, église de la Vierge-des-Pauvres |
| Cité universitaire et restaurant universitaire de Monbois                                                        | Nancy                     | 2 rue Ludovic-Beauchet Rue du Docteur-Bleicher Rue du Docteur-Ernest-Bichat                                                 | 48° 41′ 48″ nord, 6° 09′ 46″ est | ACR0000566 | 2015 | Image manquante Téléverser |
| École nationale supérieure d'architecture                                                                        | Nancy                     | 2 rue Bastien-Lepage | 48° 41′ 45″ nord, 6° 11′ 36″ est | ACR0000563 | 2015 | École nationale supérieure d'architecture |
| Église Sainte-Anne                                                                                               | Nancy                     | Rue Guy-Ropartz | 48° 41′ 35″ nord, 6° 08′ 33″ est | ACR0000567 | 2013 | Église Sainte-Anne |
| Foyer du groupe des étudiants catholiques du cours Léopold                                                       | Nancy                     | 35 cours Léopold 5 rue Baron-Louis                                                                                          | 48° 41′ 48″ nord, 6° 10′ 27″ est | ACR0000564 | 2015 | Image manquante Téléverser |
| Tour Marcel-Brot                                                                                                 | Nancy                     | 1 rue Joseph-Cugnot | 48° 40′ 41″ nord, 6° 12′ 09″ est | ACR0000572 | 2004 | Tour Marcel-Brot |
| Lycée des métiers des industries graphiques Paul-Louis-Cyfflé                                                    | Nancy                     | 1 rue Cyfflé | 48° 41′ 13″ nord, 6° 10′ 56″ est | ACR0000569 | 2015 | Lycée des métiers des industries graphiques Paul-Louis-Cyfflé |
| Tour Joffre Saint-Thiébaut                                                                                       | Nancy                     | 13-15 boulevard Joffre | 48° 41′ 19″ nord, 6° 10′ 44″ est | ACR0000573 | 2015 | Tour Joffre Saint-Thiébaut |
| Centre des congrès Prouvé (extension)                                                                            | Nancy                     | 8 boulevard Joffre | 48° 24′ 42″ nord, 6° 06′ 13″ est | ACR0001932 | 2023 | Image manquante Téléverser |
| Église Saint-Crépin-Saint-Crépinien                                                                              | Piennes                   | 16 rue d'Estienne-d'Orves                                                                                                   | 49° 19′ 14″ nord, 5° 47′ 17″ est | ACR0000574 | 2015 | Église Saint-Crépin-Saint-Crépinien |
| Groupe paroissial Saint-Michel église, chapelle, salle de catéchisme, logements pour les religieux et les scouts | Saint-Max                 | Rue Hector-Berlioz | 48° 42′ 16″ nord, 6° 11′ 46″ est | ACR0000575 | 2013 | Groupe paroissial Saint-Micheléglise, chapelle, salle de catéchisme, logements pour les religieux et les scouts |
| Secteur urbain de la seconde reconstruction                                                                      | Toul                      | Place des Trois-Évêchés Rue du Docteur-Chapuis Rue de la République                                                         | 48° 40′ 26″ nord, 5° 53′ 26″ est | ACR0000576 | 2015 | Secteur urbain de la seconde reconstruction |
| Écoles maternelle et primaire                                                                                    | Val de Briey              | Rue de Napatant, Briey | 49° 15′ 46″ nord, 5° 55′ 36″ est | ACR0001736 | 2014 | Image manquante Téléverser |
| Chapelle du centre hospitalier régional et universitaire de Nancy                                                | Vandœuvre-lès-Nancy       | 5 rue du Morvan Brabois | 48° 38′ 53″ nord, 6° 08′ 42″ est | ACR0000579 | 2015 | Chapelle du centre hospitalier régional et universitaire de Nancy |
| Faculté des sciences et technologies                                                                             | Vandœuvre-lès-Nancy       | Boulevard des Aiguillettes                                                                                                  | 48° 39′ 55″ nord, 6° 09′ 40″ est | ACR0000580 | 2015 | Faculté des sciences et technologies |
| Cité Senn | Villers-lès-Nancy         | 23-29 boulevard de Baudricourt 2-10 boulevard d'Haussonville 1-19 rue René-Pêcheur 2-12 rue Marie-Odile-Laroche Le Placieux | 48° 40′ 36″ nord, 6° 09′ 45″ est | ACR0000581 | 2015 | Image manquante Téléverser |
| Gymnase des Aiguillettes                                                                                         | Villers-lès-Nancy         | boulevard des Aiguillettes                                                                                                  | 48° 24′ 04″ nord, 6° 05′ 34″ est | ACR0001824 | 2023 | Image manquante Téléverser |
| Hôtel de ville et salle des fêtes                                                                                | Villerupt                 | 5 avenue Albert-Lebrun | 49° 28′ 17″ nord, 5° 55′ 47″ est | ACR0000582 | 2015 | Hôtel de ville et salle des fêtes |